# Matthew Denny
Matthew Denny (* 2. Juni 1996 in Toowoomba) ist ein australischer Leichtathlet, der sowohl im Diskuswurf als auch im Hammerwurf antritt. 2024 gewann er in Paris eine olympische Bronzemedaille.

## Sportliche Laufbahn
Erste internationale Erfahrungen sammelte Matthew Denny bei den Jugendweltmeisterschaften 2013 in Donezk, bei denen er mit 67,54 m die Goldmedaille im Diskuswurf gewann und sich im Hammerwurf mit 78,67 m Bronze sicherte. 2014 belegte er mit dem Diskus bei den Juniorenweltmeisterschaften in Eugene mit 62,73 m Platz vier und schied im Hammerwurf mit 69,16 m in der Qualifikation aus. Mit dem Diskus nahm er 2015 an den Sommer-Universiade im südkoreanischen Gwangju teil und gewann dort mit 62,58 m die Silbermedaille hinter dem Belgier Philip Milanov. 2016 qualifizierte sich Denny für die Olympischen Spiele in Rio de Janeiro, bei denen er mit 61,16 m in der Diskusqualifikation ausschied. 2018 nahm er erstmals an den Commonwealth Games im australischen Goald Coast teil und belegte dort mit 62,53 m den vierten Platz im Diskuswurf und gewann mit dem Hammer mit 74,88 m die Silbermedaille hinter dem Briten Nick Miller.
Seit 2019 konzentriert sich Denny ausschließlich auf den Diskuswurf und nahm er ein weiteres Mal an der Sommer-Universiade in Neapel teil und siegte dort mit einer Weite von 65,27 m. Damit qualifizierte er sich auch für die Weltmeisterschaften Ende September in Doha, bei denen er mit 65,43 m im Finale den sechsten Platz belegte. Im Jahr darauf siegte er mit 64,23 m beim Sydney Track Classic und 2021 siegte er mit 61,42 m beim Queensland Track Classic. Im Juli nahm er an den Olympischen Sommerspielen in Tokio teil und belegte dort mit neuer persönlicher Bestleistung Platz von 67,02 m im Finale Rang vier. Im Jahr darauf siegte er mit 64,64 m beim Sydney Track Classic und im Juni wurde er beim Meeting International Mohammed VI d’Athlétisme de Rabat mit 67,07 m Dritter. Im Juli belegte er bei den Weltmeisterschaften in Eugene mit 66,47 m im Finale den sechsten Platz und im August siegte er bei den Commonwealth Games in Birmingham mit einem Wurf auf 67,26 m.
2023 siegte er mit 62,64 m beim Brisbane Track Classic und wurde beim London Athletics Meet mit 66,77 m Zweiter. Im August belegte er bei den Weltmeisterschaften in Budapest mit neuem Landesrekord von 68,24 m im Finale den vierten Platz. Im September steigerte er sich beim Prefontaine Classic auf 68,43 m und entschied damit den Gesamtsieg der Diamond League für sich. Im Jahr darauf wurde er beim Meeting International Mohammed VI d’Athlétisme de Marrakesch mit 67,74 m Zweiter und auch bei den Bislett Games wurde er mit 67,61 m Zweiter, wie auch bei der Bauhaus-Galan mit 66,75 m. Im August gewann er bei den Olympischen Sommerspielen in Paris mit 69,31 m im Finale die Bronzemedaille hinter dem Jamaikaner Rojé Stona und Mykolas Alekna aus Litauen.
In den Jahren von 2015 bis 2018 wurde Denny jedes Jahr australischer Meister im Hammerwurf sowie 2016, 2018 und 2019 sowie von 2021 bis 2024 auch im Diskuswurf. Er ist Student an der Griffith University in Brisbane.

## Persönliche Bestleistungen
- Diskuswurf: 69,35 m, 13. April 2024 in Adelaide (Landesrekord)
- Hammerwurf: 74,88 m, 8. April 2018 in Gold Coast